# Dmitri Feldman
Dmitri Feldman (născut Markus Feldman; în rusă Дмитрий Фельдман; n. 20 aprilie 1902, Orhei, gubernia Basarabia, Imperiul Rus – d. 20 decembrie 1963, Odesa, RSS Ucraineană, URSS) a fost un evreu basarabean și cameraman sovietic. A fost distins cu titlul „Artist de onoare” al RSS Armene în 1958. 

## Biografie
S-a născut în orașul Orhei din același ținut, gubernia Basarabia (Imperiul Rus). De la vârsta de 16 ani a lucrat ca cameraman-asistent, iar din 1920 ca director de fotografie la studiourile de film: VUFKU (Odesa), Sovkino și Soiuzkino (Leningrad), Mejrabpomfilm și Mosfilm (Moscova), din 1935 la Armenfilm (Erevan), din 1938 la Azerbaidjanfilm (Baku), o perioadă la Gruzia-film (Tbilisi).
A fost unul dintre fondatorii cinematografiei armene, regizor de fotografie pentru primul film sonor armean „Pepo” (1935). În calitate de cameraman, a lucrat cu regizori precum Abram Room (filmele „Uhabî”, „a treia stradă Meșceanskaia”, „Fantoma care nu se întoarce”), Vasili Sahnovski („Krestovik”), Grigori Roșal și Vera Stroeva („Noaptea din Petersburg”), Nikolai Șpikovski („O ceașcă de ceai”), Mihail Ianșin („Baracă neagră”, scenariu de Ilf și Petrov), Iuliu Raizman („Ultima noapte”), Iosif Tumanov („David Guramișvili”), Aleksandr Rou („Secretul unui lac de munte”), Mihail Chiaureli („văduva lui Otarova”), Les Kurbas („Visul lui Tolstopuzenko”), Siko Dolidze („Cântecul lui Eteri”), Serghei Iutkevici („a treia stradă Meșceanskaia”, scenariu de Viktor Șklovski). În dicționarul enciclopedic „Kino” editat de Serghei Iutkevici (1987) este indicat ca „unul dintre cameramanii sovietici de frunte”.
A fost distins cu Ordinul Insignei de Onoare (1944) și alte medalii. A murit brusc în timpul filmărilor filmului „Artistul” în regia lui Arman Manaryan (Armenfilm) bazat pe povestea cu același nume a lui Alexandr Șirvanzade la Odesa în 1963. A fost înmormântat în Erevan.